# Риджуэй, Мэтью
Мэтью Банкер Риджуэй (англ. Matthew Bunker Ridgway; 3 марта 1895 — 26 июля 1993) — генерал армии США. Занимал ряд высоких постов, самый известный из которых — командующий войск ООН во время Корейской войны.

## Молодые годы
Мэтью Банкер Риджуэй родился 3 марта 1895 года в Форт-Монро (Хамптон, штат Виргиния), его отцом был артиллерийский полковник Томас Риджуэй, а матерью — Рут Риджуэй. Всё детство он провёл в военных гарнизонах; позднее Мэтью Риджуэй писал в мемуарах:
мои ранние воспоминания связаны с ружьями и марширующими войсками, парадами и военными оркестрами, выстрелом сигнальной пушки, открывавшим новый день, и мелодичными печальными звуками вечерней зари, официально завершавшими его.
Чтобы доставить удовольствие отцу, Мэтью решил после школы пойти в Военную академию США в Вест-Пойнте, которую его отец окончил в 1883 году. Однако для него это было непросто:
Как сын всякого кадрового военного, беспрестанно переезжавшего из одного глухого городка в другой, я был плохо подготовлен к трудным приёмным испытаниям. В начальную школу я поступил в Сент-Поле, штат Миннесота, а закончил её в штате Северная Каролина. В среднюю школу я начал ходить в штате Виргиния, а окончил её в Бостоне, куда был переведён отец. Каждый переезд отнимал много школьного времени, и это не могло не отразиться на моей успеваемости.
Мэтью подал заявление в Вест-Пойнт в 1912 году, но провалился на экзамене по геометрии. Поэтому он потратил год на специальную подготовку к экзаменам, и 14 июня 1913 года был, наконец, зачислен в Академию. В 1917 году курс, на котором учился Риджуэй, был выпущен за шесть недель до обычного срока в связи с вступлением США в Первую мировую войну. Он хотел попасть в артиллерию, как его отец, но когда подошла его очередь при распределении, все артиллерийские вакансии оказались уже распределены, и Мэтью Риджуэй попал в пехоту в звании второго лейтенанта Армии США. В том же году он женился на Джулии Каролине Блаунт, которая до развода в 1930 году успела родить ему двух дочерей — Констанцию и Ширли.
Вместо европейского фронта, Риджуэй получил назначение в 3-й пехотный полк, стоявший на мексиканской границе. После года службы на границе он получил приказ вернуться в Вест-Пойнт чтобы стать преподавателем Академии. Более года он преподавал испанский язык, потом тактику, и, в итоге, стал помощником начальника факультета по физической подготовке, проработав в Вест-Пойнте в итоге шесть лет.
В 1924 году Риджуэй был направлен в Форт-Беннинг (штат Джорджия) на курсы командиров рот. После окончания курсов в 1925 году он получил назначение в 15-й пехотный полк, стоявший в то время в Тяньцзине (Китайская республика). По окончании службы в Китае Риджуэй принял роту в 9-м пехотном полку, стоявшем в Сан-Антонио (штат Техас), где ему было поручено подготовить команду по современному пятиборью для участия в Олимпийских играх 1928 года. Уже был подписан приказ о начале тренировки олимпийской команды, когда Риджуэй был вызван к генералу Фрэнку Маккою, командовавшему 3-й бригадой (в которую входил 9-й полк), и получил новое назначение: в 1928 году, в разгар сандинистского антиправительственного и антиамериканского восстания, Маккой и Риджуэй отправились в Никарагуа для обеспечения проведения в этой стране свободных выборов. После этого в 1929 году под руководством генерала Маккоя Риджуэй работал в комиссии по урегулированию боливийско-парагвайского конфликта.
В сентябре 1929 года Риджуэй был направлен на высшие офицерские курсы при пехотной школы в Форт-Беннинге. После окончания курсов его снова направили в Никарагуа для работы в американской комиссии по выборам, а вскоре после этого перевели в Панаму и зачислили в состав 33-го пехотного полка, располагавшегося в зоне канала. Там он пробыл до весны 1932 года, а затем был направлен на Филиппины в качестве советника по военным вопросам при генерал-губернаторе Теодоре Рузвельте-младшем.
После того, как осенью 1932 года президентом США был избран Франклин Делано Рузвельт, Теодор Рузвельт был смещён (между двумя ветвями рода Рузвельтов были не слишком тёплые отношения). Риджуэй уехал вслед за ним и прибыл в США как раз к началу занятий в Командно-штабной школе в Форт-Ливенуорте (округ Ливенуорт, штат Канзас). В 1935 году, после окончания этой школы, он опять попал к генералу Маккою, и получил должность начальника отдела операций и боевой подготовки в штабе 2-й армии (дислоцировалась в северной части района Великих озёр, штаб размещался в Чикаго).
В 1936 году Мэтью Риджуэй был направлен в Армейский военный колледж в Вашингтоне, который был тогда высшим учебным заведением сухопутных войск. По его окончании Риджуэй был направлен в Сан-Франциско на должность начальника отдела операций и боевой подготовки штаба 4-й армии. В этой должности он организовал штабные игры, посвящённые вопросам переброски войск по территории США. После успешного проведения этих игр Мэтью Риджуэй был переведён в Вашингтон в Управление военного планирования (одно из пяти Управлений Генерального штаба военного министерства).

## Вторая мировая война

Нарукавный знак солдат 82-й воздушно-десантной дивизии

В январе 1942 года Риджуэй, произведённый в генерал-майоры, был вызван к Джорджу Маршаллу, знавшему о его желании стать строевым командиром, от которого узнал, что воссоздаётся 82-я дивизия, прославившаяся в годы Первой мировой войны. Её командиром назначался Омар Брэдли, а Риджуэй должен был стать его заместителем. В июне 1942 года Брэдли был переведён на должность командира 28-й дивизии национальной гвардии, а Риджуэй стал командиром 82-й дивизии. Месяц спустя дивизию решили реорганизовать в моторизованную дивизию, но потом планы изменились — и так появилась знаменитая 82-я воздушно-десантная дивизия.

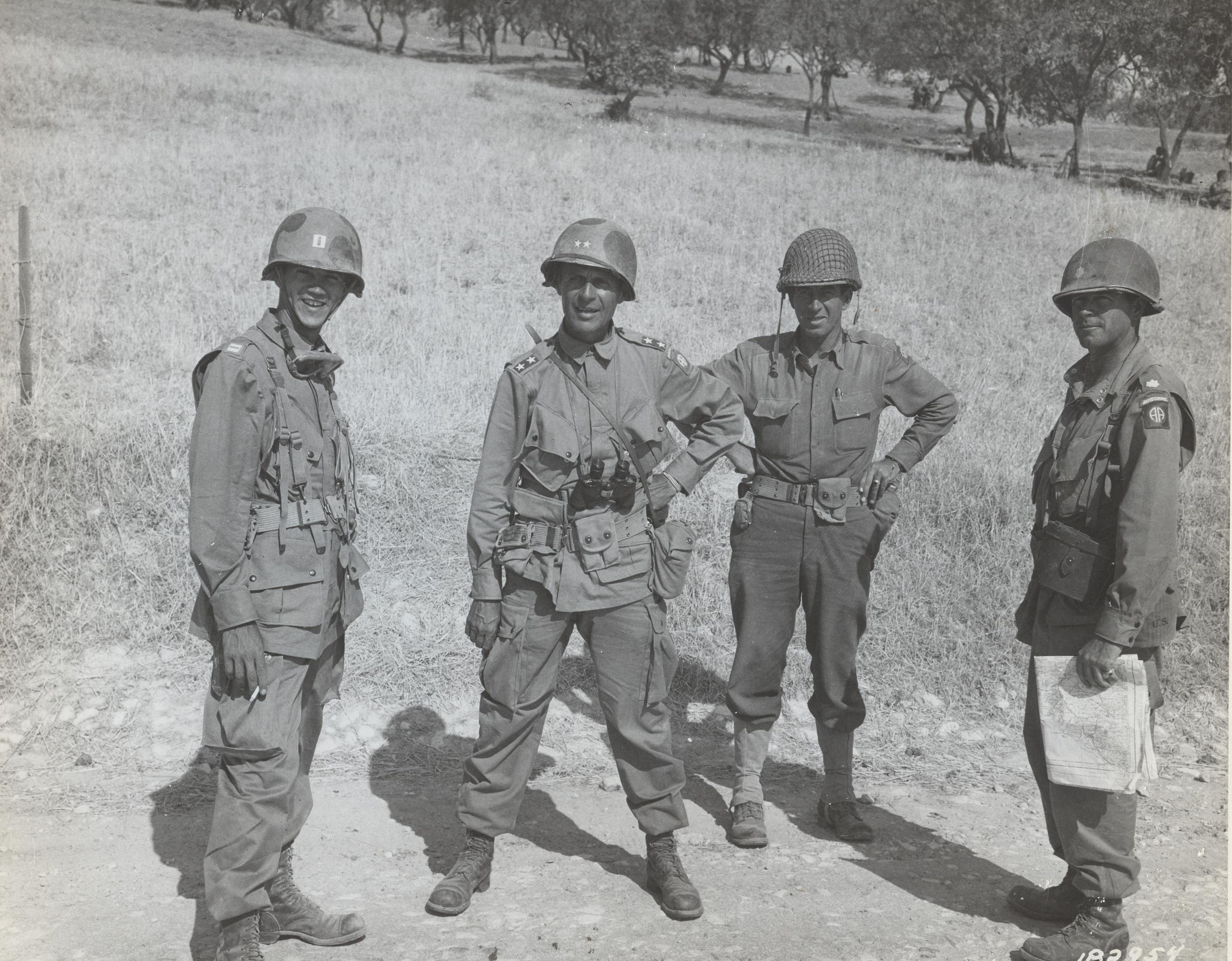
Мэтью Риджуэй со своими подчиненными возле Риберы на Сицилии 25 июля 1943 года

В 1943 году Мэтью Риджуэй участвовал в разработке плана высадки Союзников на Сицилии и командовал 82-й воздушно-десантной дивизией в ходе этой операции.
При разработке планов высадки в Италии предполагалось (план «Грант II»), что 82-я воздушно-десантная дивизия будет выброшена на аэродромы возле Рима и в ходе быстрой операции овладеет городом. Так как район высадки был достаточно удалён от мест высадки союзников на побережье, требовалось тесное взаимодействие с итальянскими войсками. Риджуэй считал план в корне неверным и неосуществимым. Генерал Максвелл Тейлор, командовавший артиллерией 82-й воздушно-десантной дивизии, был тайно послан в Рим для секретных переговоров с новым итальянским правительством по этому поводу. Вернувшись, Тейлор высказал своё мнение: с его точки зрения, высадившись возле Рима, десант попал бы в ловушку, поэтому, на его взгляд, операцию стоило отменить. Командование согласилось с ним и отменило высадку воздушного десанта.
В 1944 году Риджуэй помог спланировать воздушно-десантную часть Операции «Оверлорд», а во время высадки в Нормандии десантировался вместе со своей дивизией. В сентябре 1944 года Риджуэй стал командиром 18-го воздушно-десантного корпуса, и позднее участвовал в отражении немецкого контрнаступления в Арденнах. В марте 1945 года он командовал своими войсками в ходе боёв во время Рейнской воздушно-десантной операции (операция «Varsity»), и 24 марта 1945 года был ранен осколком немецкой гранаты. В июне 1945 года он был произведён в генерал-лейтенанты. Конец войны застал Риджуэя в самолёте во время перелёта на Тихоокеанский театр военных действий.

## Сразу после войны
Когда Риджуэй прибыл на Филиппины, то его старый знакомый генерал Дуглас Макартур поручил ему командовать войсками в районе Лусона. Осенью 1945 года он был назначен заместителем Верховного главнокомандующего союзными силами на Средиземном море; под его началом оказались все американские войска в Средиземноморье.
1 января 1946 года Мэтью Риджуэй был назначен представителем генерала Эйзенхауэра (он тогда был начальником штаба армии) в Военно-штабном комитете ООН. В декабре 1947 года он женился на своей третьей жене, Мэри Принцес Энтони Лонг.
В июне 1948 года Мэтью Риджуэй стал командующим вооружёнными силами района Карибского моря, и переехал в Панаму, где у него родился сын — Мэтью Банкер Риджуэй-младший.
В сентябре 1949 года был назначен новый начальник штаба армии США — генерал Джозеф Л.Коллинз — который предложил Риджуэю пост заместителя начальника штаба по оперативным и административным вопросам. Риджуэй принял предложение и вернулся в США, став работать в Пентагоне.

## Война в Корее

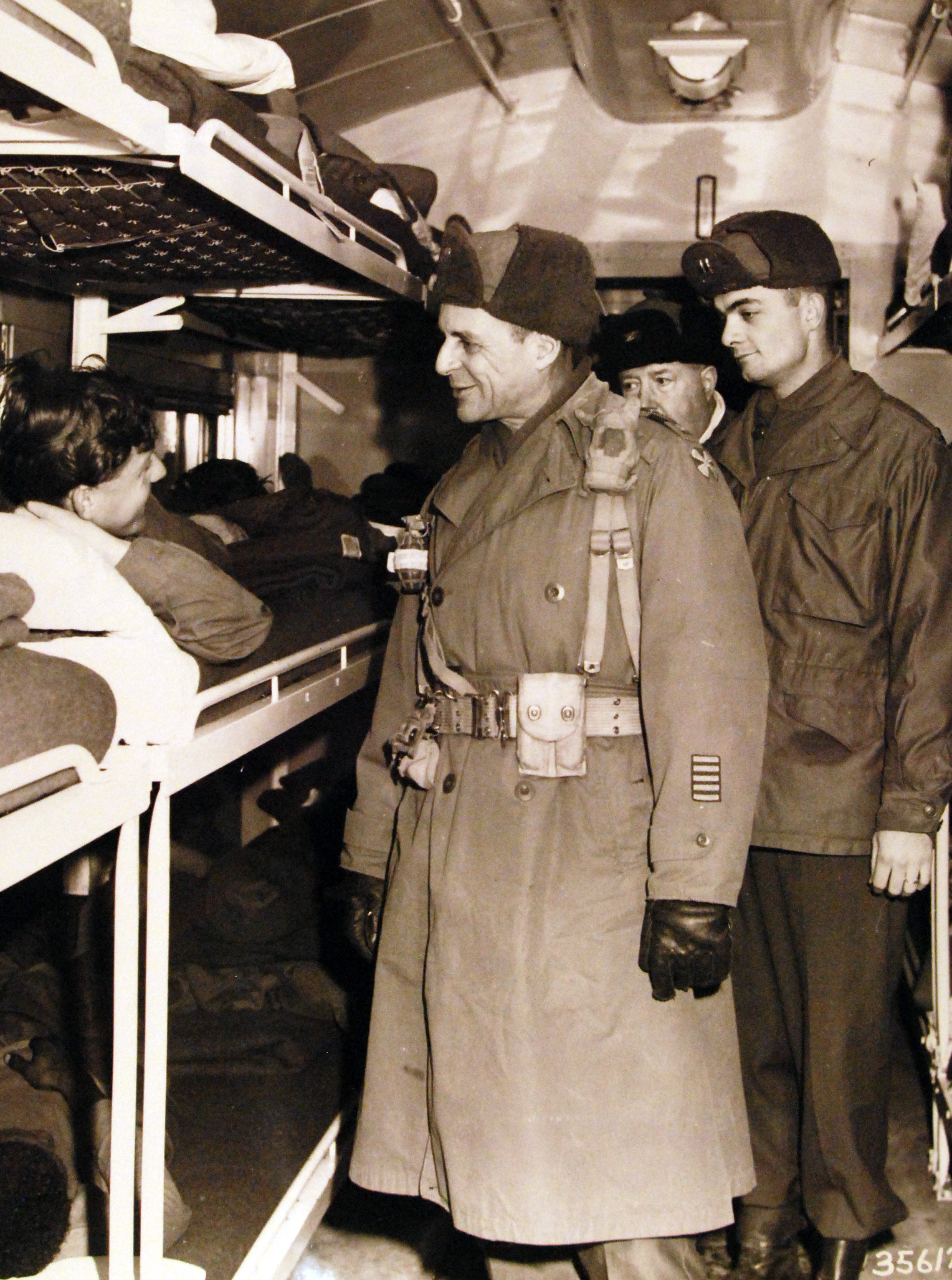
Генерал-лейтенант Мэтью Б. Риджуэй, командующий 8-й армией США, передает свои наилучшие пожелания рядовому 27-й британской бригады Дональду Форбсу из Данди, Шотландия, во время визита на борту санитарного поезда Организации Объединенных Наций в Корее.

В июне 1950 года началась война в Корее. На Корейский полуостров были переброшены американские войска, в частности — нёсшая оккупационную службу в Японии 8-я армия США. В конце декабря 1950 года её командующий, генерал Уолтон Уокер, погиб в автокатастрофе под Сеулом, и на его место был назначен Мэтью Риджуэй.
В это время американские войска откатывались от реки Ялуцзян под ударами войск китайских народных добровольцев, и одной из первых задач Риджуэя было возвращение войскам уверенности в своих силах. Ему это удалось, и постепенно войскам под руководством Риджуэя удалось замедлить, а потом и остановить китайско-северокорейское наступление.
11 апреля 1951 года по распоряжению Трумэна генерал Макартур был отправлен в отставку. Новым командующим силами ООН в Корее стал Мэтью Риджуэй, произведённый в генералы. В это время Риджуэй получил прозвище «Старые железные титьки» (англ. Old Iron Tits) за привычку носить ручные гранаты подвешенными на уровне груди (на его фотографиях того времени, однако, видна лишь одна граната с одной стороны груди; «граната» с другой стороны груди — это на самом деле аптечка первой помощи). Также Риджуэй заменил Макартура в должности главнокомандующего союзными оккупационными войсками в Японии.

## Верховный главнокомандующий вооружёнными силами НАТО в Европе
В мае 1952 года Мэтью Риджуэй сменил Дуайта Эйзенхауэра на посту верховного главнокомандующего вооружёнными силами НАТО в Европе. Под руководством Риджуэя военная структура Альянса в Европе была значительно усовершенствована. Была улучшена структура командования, усовершенствовано планирование операций, улучшилась боевая подготовка войск. Было увеличено общее количество войск.

## Начальник штаба армии США

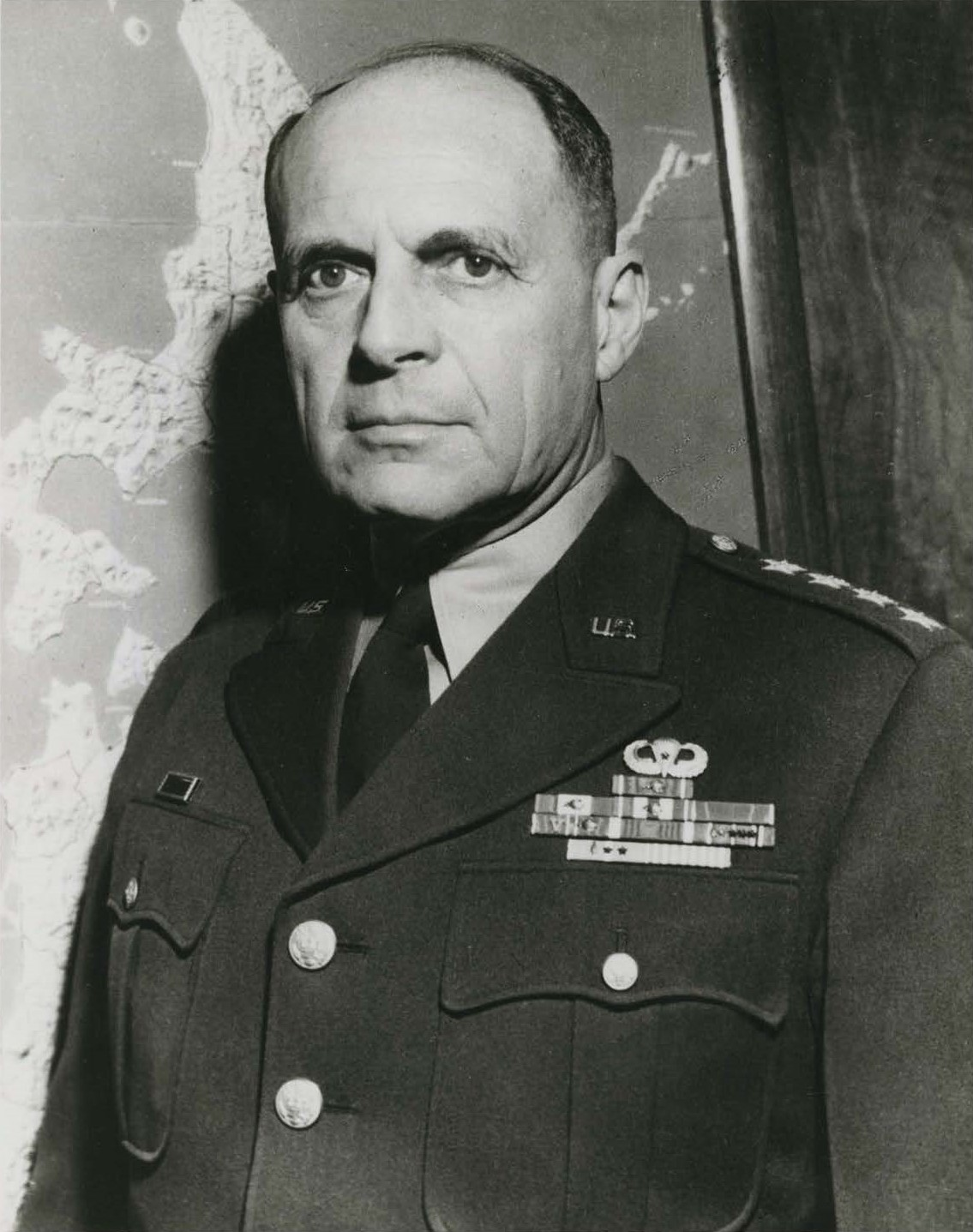

17 августа 1953 года Мэтью Риджуэй сменил генерала Джозеф Л.Коллинза на посту начальника штаба армии США. Эйзенхауэр после своего избрания президентом попросил Риджуэя оценить возможность американского вмешательства во Вьетнаме совместно с французами. По расчётам Риджуэя получилось, что для достижения успеха США необходимы столь огромные силы, что президент решил отказаться от этой идеи. Риджуэй не разделял планы Эйзенхауэра по значительному сокращению вооружённых сил, так как считал, что господство в воздухе и наличие ядерного оружия не отменяет необходимости наличия мощных сухопутных войск для захвата территории.

## Отставка
По достижении 60-летнего возраста Мэтью Риджуэй ушёл в отставку. Это случилось 30 июня 1955 года. После выхода в отставку он продолжал вести активную жизнь, и уже в 1956 году выпустил мемуары под названием «Солдат» (которые уже в 1958 году были изданы на русском языке). В 1967 году он написал книгу «Война в Корее». Он входил в советы директоров различных корпораций, а также в комитеты Пентагона по стратегическим исследованиям.
Согласно мнению друзей и коллег, Риджуэй сильно изменился после гибели сына в 1971 году.
Риджуэй умер от сердечного приступа в своём доме в Фокс-Чепел, неподалёку от Питтсбурга (штат Пенсильвания, США), в июле 1993 года в возрасте 98 лет. Он похоронен на Арлингтонском национальном кладбище.

## Награды Мэтью Риджуэя
- Крест «За выдающиеся заслуги» с дубовыми листьями
- Медаль Армии США «За выдающиеся заслуги» с тремя дубовыми листьями
- Серебряная звезда с дубовыми листьями
- Орден «Легион Почёта» с дубовыми листьями
- Бронзовая звезда с литерой V и дубовыми листьями
- Медаль «Пурпурное сердце»
- Значок парашютиста
- Президентская медаль Свободы
- Золотая медаль Конгресса
- Значок боевого пехотинца
- Национальная пехотная ассоциация наградила его Орденом Святого Маврикия высшего уровня «Primicerius»

Его портрет был опубликован на обложке журнала «Life» 30 апреля 1951 года и 12 мая 1952 года, и на обложке журнала «Time» 5 марта 1951 года и 16 июля 1951 года.

## Воинские звания
- 20.4.1917 — второй лейтенант (постоянное звание)
- 15.5.1917 — первый лейтенант (постоянное звание)
- 5.8.1917 — капитан (временное звание)
- 18.7.1919 — капитан (постоянное звание)
- 1.10.1932 — майор (постоянное звание)
- 1.6.1940 — подполковник (постоянное звание)
- 11.12.1941 — полковник (временное звание)
- 1.1942 — бригадный генерал (временное звание)
- 6.8.1942 — генерал-майор (временное звание)
- 4.6.1945 — генерал-лейтенант (временное звание)
- 1.11.1945 — бригадный генерал (постоянное звание, минуя присвоение постоянного звания полковника)
- 11.5.1951 — генерал (временное звание)
- 30.6.1955 — генерал (звание сохранено при отставке)

## Упоминание в литературе
- Упоминается в рассказе братьев Стругацких "Четвёртое царство":

Братья Стругацкие. "Четвёртое царство":

... И резолюция Исии: «Благодарю за усердие. Продолжайте работу. Обещаю помочь». Как вам это нравится?
— Да, мерзавец отменный, — пробормотал Олешко. — Врач-убийца… И все остальные бумаги тоже в таком роде?

— Есть и такие, — сказал генерал. — Японские фашисты в людоедстве ничем не уступали немецким.

— Или американским. Стоит только вспомнить генерала-чуму Риджуэя.

В связи с чем обусловлено это упоминание непонятно, возможно произошёл перенос прозвища (возможно уже при подготовке к печати) "генерал-чума" с Сиро Исии, который признан военным преступником, проводил опыты над военнопленными, имел такое неофициальное прозвище и упоминается в этом же отрывке, на генерала Риджуэя Мэтью.